# Фрідріх Гуггенбергер
Фрідріх Гуггенбергер (нім. Friedrich Guggenberger; 6 березня 1915, Мюнхен — 13 травня 1988, Ерленбах-ам-Майн) — німецький офіцер-підводник, капітан-лейтенант (1 вересня 1941), учасник Другої світової війни.

## Біографія
8 квітня 1934 року вступив на службу у ВМФ. У жовтні 1939 року перейшов в підводний флот. Служив на підводному човні U-28, яким командував Гюнтер Кунке. З 16 листопада 1940 по 11 лютого 1941 командував підводним човном U-28, що був переведений у категорію навчальних.
26 квітня 1941 призначений командиром підводного човна U-81, з яким зробив 9 походів (провівши в морі в цілому 261 добу). Після плавання в Атлантиці, де він потопив 2 судна, Гуггенбергер в листопаді 1941 року перейшов на Середземне море.
13 листопада 1941 він торпедував британський авіаносець «Арк Ройял» (водотоннажністю 22 600 т), який наступного дня затонув.
10 грудня 1941 нагороджений Лицарським хрестом Залізного хреста.
24 грудня 1942 здав командування і був переведений в штаб Карла Деніца, а 23 січня 1943 отримав підводний човен U-847.
9 січня 1943 нагороджений дубовим листям до Лицарського хреста.
З 15 травня 1943 — командир підводного човна U-513 (Тип IX-C), з яким здійснив лише один похід, що тривав 63 діб.
19 липня 1943 його човен був потоплений біля берегів Бразилії американською авіацією. Важко поранений Гуггенбергер був піднятий на борт американського есмінця «Бернегейт» та після лікування поміщений в табір для військовополонених у Феніксі, Аризона.
12 лютого 1944 Гуггенбергер з 4 іншими офіцерами-підводниками — Германом Коттманном, Гансом Йоганнсеном, Августом Маусом і Юргеном Квет-Фаслемом — втік з табору, до серпня їм вдавалося ховатися, але потім вони були арештовані американською поліцією.
У ніч на 24 грудня 1944 Гуггенбергер в числі 25 підводників зробив ще одну спробу втечі, лише 6 січня 1945 Гуггенбергер і Юрген Квет-Фаслем були затримані за 10 км від мексиканського кордону. У лютому 1946 року Гуггенбергер був переведений до табору в Нью-Йорку, а потім вивезений в британську зону окупації Німеччини. У серпні 1946 року звільнений.
Всього за час бойових дій Гуггенбергер потопив 17 суден загальною водотоннажністю 66 848 брт і пошкодив 1 судно водотоннажністю 6 003 брт.
| Дата потоплення   | Назва корабля       | Тип               | Тоннаж | Вантаж                                                                                  | Екіпаж | Загинули | Країна             | Конвой |
| ----------------- | ------------------- | ----------------- | ------ | --------------------------------------------------------------------------------------- | ------ | -------- | ------------------ | ------ |
| 9 вересня 1941    | Empire Springbuck   | Торговий пароплав | 5,591  | Сталь і фосфати                                                                         | 39     | 39       | Британська імперія | SC-42  |
| 10 вересня 1941   | Sally Mærsk         | Торговий теплохід | 3,252  | 4527 тонн пшениці                                                                       | 34     | 0        | Британська імперія | SC-42  |
| 13 листопада 1941 | HMS Ark Royal (91)  | Авіаносець        | 22,600 |                                                                                         | 1488   | 1        | Британська імперія |        |
| 16 квітня 1942    | FFL Vikings (P41)   | Тральщик          | 1,150  |                                                                                         | 57     | 41       | Франція            |        |
| 16 квітня 1942    | Caspia              | Паровий танкер    | 6,018  | 7000 тонн легкого бензину                                                               |        |          | Британська імперія |        |
| 16 квітня 1942    | Bab el Farag        | Вітрильник        | 105    |                                                                                         | ?      | ?        | Єгипет             |        |
| 16 квітня 1942    | Fatouh el Kher      | Вітрильник        | 97     |                                                                                         | ?      | ?        | Єгипет             |        |
| 19 квітня 1942    | Hefz el Rahman      | Вітрильник        | 90     |                                                                                         | ?      | ?        | Єгипет             |        |
| 22 квітня 1942    | El Saadiah          | Вітрильник        | 122    |                                                                                         | ?      | ?        | Єгипет             |        |
| 22 квітня 1942    | Aziza               | Вітрильник        | 100    |                                                                                         | ?      | 0        | Єгипет             |        |
| 10 червня 1942    | Havre               | Паровий танкер    | 2,073  | 2125 тонн бензину                                                                       | 50     | 20       | Британська імперія | AT-49  |
| 10 листопада 1942 | Garlinge            | Торговий пароплав | 2,012  | 2700 тонн вугілля                                                                       | 40     | 25       | Британська імперія |        |
| 13 листопада 1942 | Maron               | Торговий теплохід | 6,487  | Баласт                                                                                  | 81     | 0        | Британська імперія | Torch  |
| 21 червня 1943    | Venezia             | Торговий теплохід | 1,673  | Генеральні вантажі, включаючи тютюн, каву, какао, какао-масло і бочки з рослинною олією | 27     | 0        | Швеція             |        |
| 25 червня 1943    | Eagle (пошкоджений) | Паровий танкер    | 6,003  | 2000 тонн водного баласту                                                               | 53     | 0        | США                |        |
| 1 липня 1943      | Tutoya              | Торговий пароплав | 1,125  | 750 тонн генеральних вантажів, включаючи каву, пиломатеріали, картоплю і солоне м'ясо   | 37     | 7        | Бразилія           |        |
| 3 липня 1943      | Elihu B. Washburne  | Торговий пароплав | 7,176  | 7638 тонн кави                                                                          | 70     | 0        | США                |        |
| 16 липня 1943     | Richard Caswell     | Торговий пароплав | 7,177  | 9000 тонн марганцевої руди, вольфраму, шкур, м'яса і добрив                             | 69     | 9        | США                |        |

Після війни працював архітектором. 1956 року вступив на службу в ВМФ ФРН. Закінчив Військово-морський коледж в Ньюпорті (США) і протягом 4 років обіймав пост заступника начальника штабу командування Об'єднаними силами НАТО в Північній Європі. 31.10. 1968 отримав звання контр-адмірала. У жовтні 1972 вийшов у відставку. Пропав безвісти 13 травня 1988 (пішов у ліс і не повернувся, тіло знайдено лише 1990 року).

## Звання
- Кандидат в офіцери (8 квітня 1934)
- Морський кадет (26 вересня 1934)
- Оберматрос (1 жовтня 1934)
- Оберштабсматрос (1 січня 1935)
- Фенріх-цур-зее (1 липня 1935)
- Оберфенріх-цур-зее (1 січня 1937)
- Лейтенант-цур-зее (19 квітня 1937)
- Оберлейтенант-цур-зее (13 квітня 1939)
- Капітан-лейтенант (вересень 1941)
- Корветтен-капітан (1 лютого 1956)
- Фрегаттен-капітан (1 лютого 1957)
- Капітан-цур-зее (1 вересня 1961)
- Адмірал флотилії (29 листопада 1966)
- Контрадмірал (31 жовтня 1968)

## Нагороди
- Орден «За військові заслуги» (Болгарія) 4-го класу з короною (1 листопада 1936)
- Медаль «За вислугу років у Вермахті» 4-го класу (4 роки)
- Залізний хрест
  - 2-го класу (23 березня 1940)
  - 1-го класу (19 вересня 1940)
- Нагрудний знак підводника з діамантами
  - знак (8 липня 1940)
  - діаманти (1943)
- Відзначений у Вермахтберіхт (15 листопада 1941)
- Лицарський хрест Залізного хреста з дубовим листям
  - лицарський хрест (10 грудня 1941)
  - дубове листя (№ 171; 8 січня 1943)
- Медаль «За військову доблесть» (Італія)
  - срібна (10 березня 1942)
  - бронзова (29 травня 1943)
- Орден «За заслуги перед Федеративною Республікою Німеччина», командорський хрест (1972)